# Д-25
Д-25 е 122 мм танково оръдие, използвано в периода на Втората световна война.

## История
През август 1943 г. съветските специалисти, изучаващи изводите от Курската битка, обърнали внимание на това, че единственото оръдие, което успешно се справя с немските танкове „Тигър“, е 122 мм корпусно оръдие А-19.
В края на месеца руският танков конструктор Жозеф Я. Котин изпраща писмо до Завод № 9, в което моли да се разгледа възможността за монтиране в куполата на танка ИС 122 мм оръдие А-19. Ръководството на завода отговаря, че разработеното от неговото конструкторско бюро 122 мм оръдие Д-5 позволяват монтажа им в куполата на танка. Направени са само промени в оръдейната маска на танка и е монтиран нов дулен спирач.
Опитният образец на новото оръдие, първоначално под името А-19Т (А-19 танковая) е произведен в средата на ноември 1943 г. Новият танк ИС-122 преминава изпитания, като показва добри резултати.
Опитите да се монтира 122 мм оръдие на танк приключват в края на 1945 г., с влизането в строя на танка Т-54.

## Боеприпаси
| Снаряд                | Тегло, кг.         | Тегло на ВВ, г.    | Тип взривател      |
| Осколъчни, фугасни    | Осколъчни, фугасни | Осколъчни, фугасни | Осколъчни, фугасни |
| --------------------- | ------------------ | ------------------ | ------------------ |
| ОФ-417Н               | 25                 | 3.8                | РГМ, Д-1, В-90     |
| О-417                 | 25                 | 3.6                | РГМ, Д-1           |
| Бронебойни, калибрени |                    |                    |                    |
| БР-471                | 25                 | 0,156              | МД-8               |
| БР-471Б               | 25                 | н.д.               | МД-8, ДБР          |
| Бетонобойни           |                    |                    |                    |
| Г-471                 | 25                 | 2,2                | КТД, КТД-2         |

## Модификации
- Д-25Т – модификация на оръдието с немски дулен спирач (от немското танково оръдие KwK-43).
- Д-25С – модификация на оръдието монтирана на самоходните артилерийски установки.
- Д-25-44Т – модификация на оръдието предназначена за танка Т-44-122. Оръдието използва унитарни изстрели